# Krakowska szkoła matematyczna
Krakowska szkoła matematyczna – jeden z trzech ośrodków polskiej szkoły matematycznej reprezentowany przez grupę matematyków działających w latach 1918–1939 w środowisku Uniwersytetu Jagiellońskiego i Akademii Górniczej w Krakowie, którzy zajmowali się teorią równań różniczkowych i funkcji analitycznych oraz geometrią różniczkową; także grupa tych matematyków.

## Czołowi przedstawiciele
- Stanisław Gołąb
- Antoni Hoborski
- Franciszek Leja
- Czesław Olech
- Alfred Rosenblatt
- Jan Sleszyński
- Tadeusz Ważewski
- Witold Wilkosz
- Stanisław Zaremba
- Kazimierz Żorawski